# Amt Vechelde
Das Amt Vechelde war ein Verwaltungs- und Gerichtsbezirk des ehemaligen Fürstentums Braunschweig-Wolfenbüttel und des späteren Herzogtums Braunschweig mit Amtssitz in Vechelde im heutigen Niedersachsen.

## Geographische Lage
Das Amt Vechelde lag im Westen der Stadt Braunschweig und östlich der Stadt Peine, zwischen den Flüssen Oker und Fuhse. Südlich der Stadt Peine lag, abseits des sonst geschlossenen Amtsbezirks, die Exklave Ölsburg, umschlossen vom Bistum Hildesheim und später vom Landkreis Peine.
| \| \|                                                |
| ---------------------------------------------------- |
| Die Lage des Amts Vechelde im Herzogtum Braunschweig |
| Amt Vechelde · Herzogtum Braunschweig                |

## Geschichte

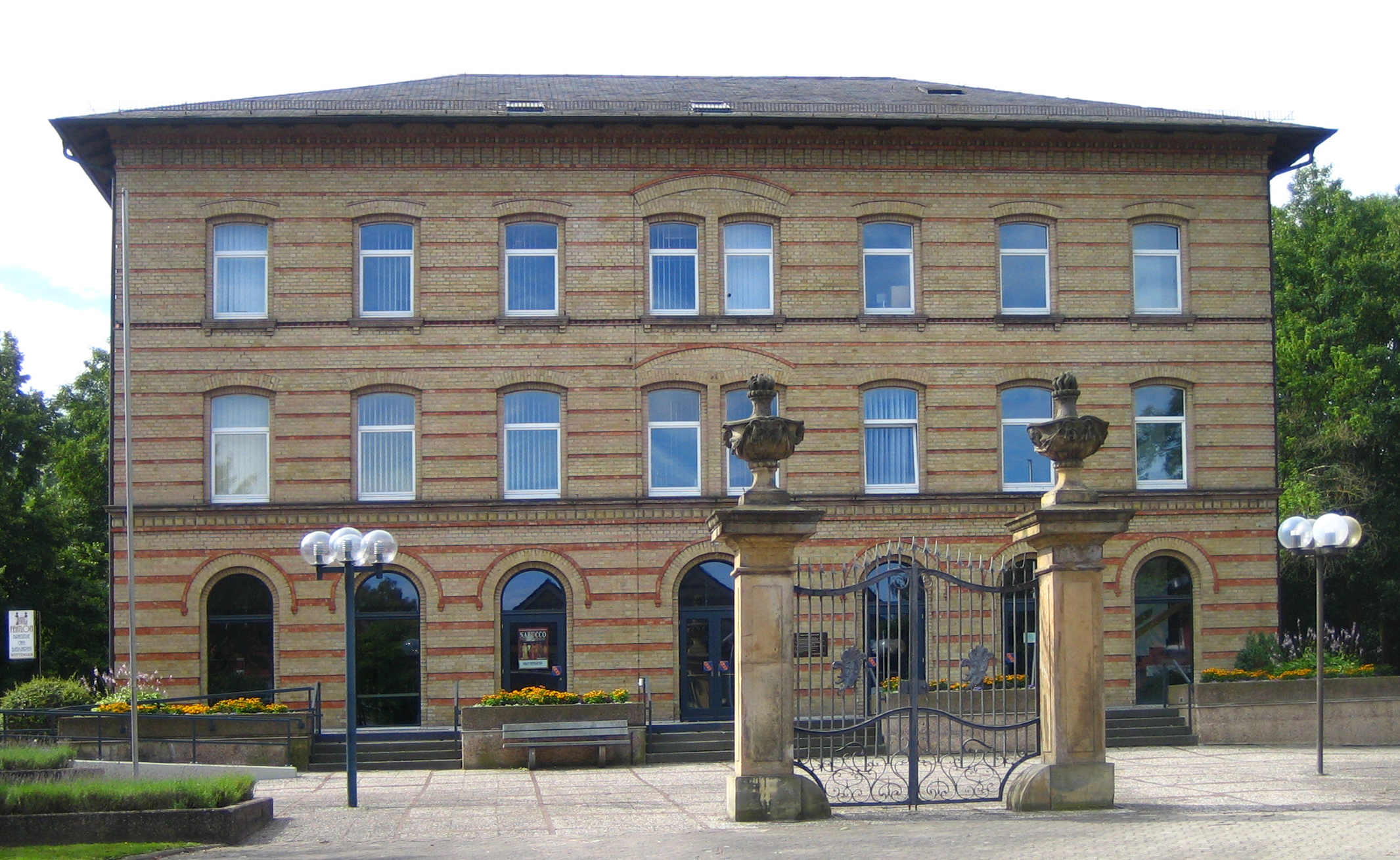
Ehemaliges Amtsgerichtsgebäude Vechelde

Eine Gerichtsstätte des Herzogs Otto der Milde in Vechelde wurde bereits um 1340 erwähnt, obwohl Amt und Gericht Vechelde bis in das ausgehende Mittelalter lediglich aus einem Gutshof und dessen Ländereien bestanden.
Auf dem Gelände des Gutshofs wurde Ende des 14. Jahrhunderts eine Wasserburg errichtet. Bereits im Jahr 1392 verpfändeten die Herzöge von Braunschweig-Wolfenbüttel Burg, Gut und Amt an die Stadt Braunschweig gegen einen Betrag von 900 Mark Silber. Unter der Verwaltung der Stadt Braunschweig blieb das Amt bis 1671, als ihr Status als unabhängige Stadt durch Rückeroberung der Fürsten von Braunschweig-Wolfenbüttel beendet wurde.
Die Wasserburg ließ Herzog Rudolf August im Jahr 1695 durch den Baumeister Hermann Korb zum fürstlichen Landschloss Vechelde umbauen. Am 8. November 1727 heirateten dort Fürst Christian August von Anhalt-Zerbst und Johanna Elisabeth von Schleswig-Holstein-Gottorf. Aus dieser Ehe ging am 2. Mai 1729 Sophie Auguste Frederike von Anhalt-Zerbst-Dornburg hervor, die spätere Zarin Katharina II.
Zu Beginn des 19. Jahrhunderts bestanden Amt und „fürstliches Gericht Vechelde“ lediglich aus den Ortschaften Vechelde, Vechelade, Fürstenau und Sophiental. Die Gefängnisse des Gerichts Vechelde befanden sich zu jener Zeit in den Gebäuden des ehemaligen Lustschlosses der Herzogin Elisabeth Sophie Marie im heutigen Vechelder Ortsteil Fürstenau.
Mit dem Fürstentum Braunschweig-Wolfenbüttel wurde das Amt 1807 in das von Napoleon geschaffene Königreich Westphalen eingegliedert. Das Amt Vechelde wurde aufgelöst und die Dörfer den neu gegründeten Kantonen Braunschweig-Land-West und Peine-Land zugeordnet. Die Kantone bildeten einen Teil des Distrikts Braunschweig im Departement der Oker. Der Ort Vechelde selbst wurde Verwaltungssitz des Kantons Braunschweig-Land-West.
Nach der Auflösung des Königreichs Westphalen im Jahr 1813 und der Konstituierung des Herzogtums Braunschweig wurde die Landesverwaltung neu geordnet. 1814 schloss man die ehemaligen Kantone Braunschweig-Land-West, Bettmar und Peine-Land zusammen. Der Amts- und Gerichtssitz befand sich bis 1825 in Bettmar. Am 1. Oktober 1825 wurde der Verwaltungssitz in das Landschloss Vechelde verlegt und das Amt Vechelde restituiert.
Mit dem Gerichtsverfassungsgesetz vom 21. August 1849 und dessen Umsetzung zum 1. Juli 1850 wurden Verwaltung und Justiz im Herzogtum Braunschweig konsequent getrennt. Amt Vechelde und die weiteren Ämter des Herzogtums verloren daraufhin an Bedeutung.
Das Amt umfasste ein Gebiet mit 34 Ortschaften und ca. 12.000 Einwohnern und ging später im Landkreis Braunschweig auf. Das Landschloss wurde im Jahre 1880 abgerissen und durch ein neoklassizistisches Gebäude ersetzt. Bis zum 1. Januar 1972 blieb es Sitz des Amtsgerichts Vechelde. Heute dient es als Bürgerzentrum.
Die Epoche der gemeinsamen Zuordnung der beteiligten Dörfer und Gemeinden unter dem Dach einer Verwaltungseinheit endete im Jahr 1974, im Zuge der Gebietsreform in Niedersachsen. Die Ortschaften im nahen Umkreis der Stadt Braunschweig wurden zu Stadtteilen der kreisfreien Stadt, andere zu Stadtteilen der Stadt Peine oder zu Ortsteilen der neugegründeten Gemeinden Vechelde und Wendeburg im Landkreis Peine. Heute entsprechen die Grenzen der Propstei Vechelde, ein Unterbezirk der Evangelisch-Lutherischen Landeskirche in Braunschweig, noch weitgehend dem Gebiet des ehemaligen Amtes Vechelde.

## Die Ortschaften des Amtes Vechelde um 1850
Heutige Stadtteile der kreisfreien Stadt Braunschweig:

Broitzem mit Rothenburg, Lamme, Timmerlah, Völkenrode, Watenbüttel.
Heutige Stadtteile der Stadt Peine im Landkreis Peine:

Duttenstedt, Essinghausen, Woltorf.
Heutige Ortsteile der Gemeinde Vechelde im Landkreis Peine:

Alvesse, Bettmar, Bodenstedt, Denstorf, Fürstenau, Groß Gleidingen, Klein Gleidingen, Köchingen, Liedingen, Sierße, Sonnenberg, Vallstedt, Vechelade, Vechelde, Wahle, Wedtlenstedt, Wierthe.
Heutige Ortsteile der Gemeinde Wendeburg im Landkreis Peine:

Bortfeld, Harvesse, Meerdorf, Neubrück, Sophiental, Wendeburg, Wendezelle, Zweidorf.
Sonstige Ortschaften:

Exklave Ölsburg (Ortsteil der heutigen Gemeinde Ilsede im Landkreis Peine).